# Hauteville-sur-Mer
Pour les articles homonymes, voir Hauteville.
Hauteville-sur-Mer est une commune française, située dans le département de la Manche en région Normandie et peuplée de 707 habitants. Il s'agit également d'une station balnéaire située sur la partie du littoral du Cotentin nommée Côte des Havres.

## Géographie

### Localisation
Située 9 kilomètres à l'ouest de Coutances et 15 kilomètres au nord de Granville, Hauteville-sur-Mer est divisée en deux bourgs, l'un, historique, à environ 1,5 km du littoral et l'autre, dénommé Hauteville-sur-Mer Plage s'étalant sur 1,7 km, protégé par une digue enrochée le long d'une plage, et essentiellement composé d'habitations touristiques ou de résidences temporaires.

### Hydrographie
La commune est située dans le bassin Seine-Normandie. Elle est drainée par le canal de Passerin et le ruisseau du Bouillon,,.

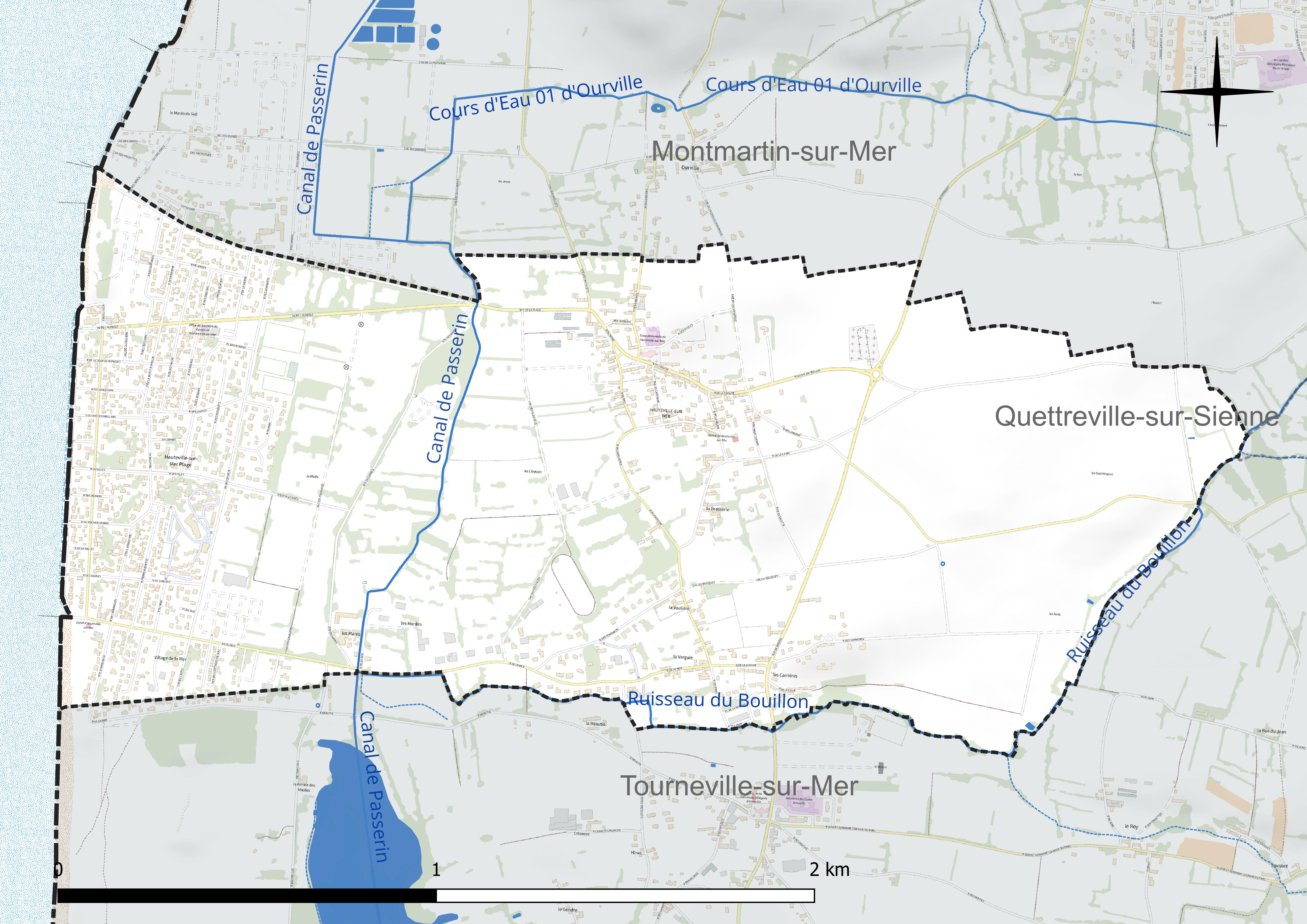
Réseau hydrographique de Hauteville-sur-Mer.

### Climat
Pour des articles plus généraux, voir Climat de la Normandie et Climat de la Manche.
En 2010, le climat de la commune est de type climat océanique franc, selon une étude du CNRS s'appuyant sur une série de données couvrant la période 1971-2000. En 2020, Météo-France publie une typologie des climats de la France métropolitaine dans laquelle la commune est exposée à un climat océanique et est dans la région climatique  Normandie (Cotentin, Orne), caractérisée par une pluviométrie relativement élevée (850 mm/a) et un été frais (15,5 °C) et venté. Parallèlement le GIEC normand, un groupe régional d’experts sur le climat, différencie quant à lui, dans une étude de 2020, trois grands types de climats pour la région Normandie, nuancés à une échelle plus fine par les facteurs géographiques locaux. La commune est, selon ce zonage, exposée à un « climat maritime », correspondant au Cotentin et à l'ouest du département de la Manche, frais, humide et pluvieux, où les contrastes pluviométrique et thermique sont parfois très prononcés en quelques kilomètres quand le relief est marqué.
Pour la période 1971-2000, la température annuelle moyenne est de 11,1 °C, avec une amplitude thermique annuelle de 11,4 °C. Le cumul annuel moyen de précipitations est de 917 mm, avec 13,8 jours de précipitations en janvier et 8,1 jours en juillet. Pour la période 1991-2020, la température moyenne annuelle observée sur la station météorologique la plus proche, située sur la commune de Coutances à 10 km à vol d'oiseau, est de 11,7 °C et le cumul annuel moyen de précipitations est de 1 092,8 mm,. Pour l'avenir, les paramètres climatiques de la commune estimés pour 2050 selon différents scénarios d’émission de gaz à effet de serre sont consultables sur un site dédié publié par Météo-France en novembre 2022.

## Urbanisme

### Typologie
Au 1er janvier 2024, Hauteville-sur-Mer est catégorisée commune rurale à habitat dispersé, selon la nouvelle grille communale de densité à sept niveaux définie par l'Insee en 2022.
Elle appartient à l'unité urbaine de Montmartin-sur-Mer, une agglomération intra-départementale regroupant deux  communes, dont elle est une commune de la banlieue,,. Par ailleurs la commune fait partie de l'aire d'attraction de Coutances, dont elle est une commune de la couronne,. Cette aire, qui regroupe 37 communes, est catégorisée dans les aires de moins de 50 000 habitants,.
La commune, bordée par la Manche, est également une commune littorale au sens de la loi du 3 janvier 1986, dite loi littoral. Des dispositions spécifiques d’urbanisme s’y appliquent dès lors afin de préserver les espaces naturels, les sites, les paysages et l’équilibre écologique du littoral, tel le principe d'inconstructibilité, en dehors des espaces urbanisés, sur la bande littorale des 100 mètres, ou plus si le plan local d’urbanisme le prévoit.

### Occupation des sols
L'occupation des sols de la commune, telle qu'elle ressort de la base de données européenne d’occupation biophysique des sols Corine Land Cover (CLC), est marquée par l'importance des territoires agricoles (61,6 % en 2018), une proportion sensiblement équivalente à celle de 1990 (62,4 %). La répartition détaillée en 2018 est la suivante : zones urbanisées (36,5 %), terres arables (33,2 %), prairies (28,4 %), espaces verts artificialisés, non agricoles (0,9 %), espaces ouverts, sans ou avec peu de végétation (0,9 %). L'évolution de l’occupation des sols de la commune et de ses infrastructures peut être observée sur les différentes représentations cartographiques du territoire : la carte de Cassini (XVIIIe siècle), la carte d'état-major (1820-1866) et les cartes ou photos aériennes de l'IGN pour la période actuelle (1950 à aujourd'hui).

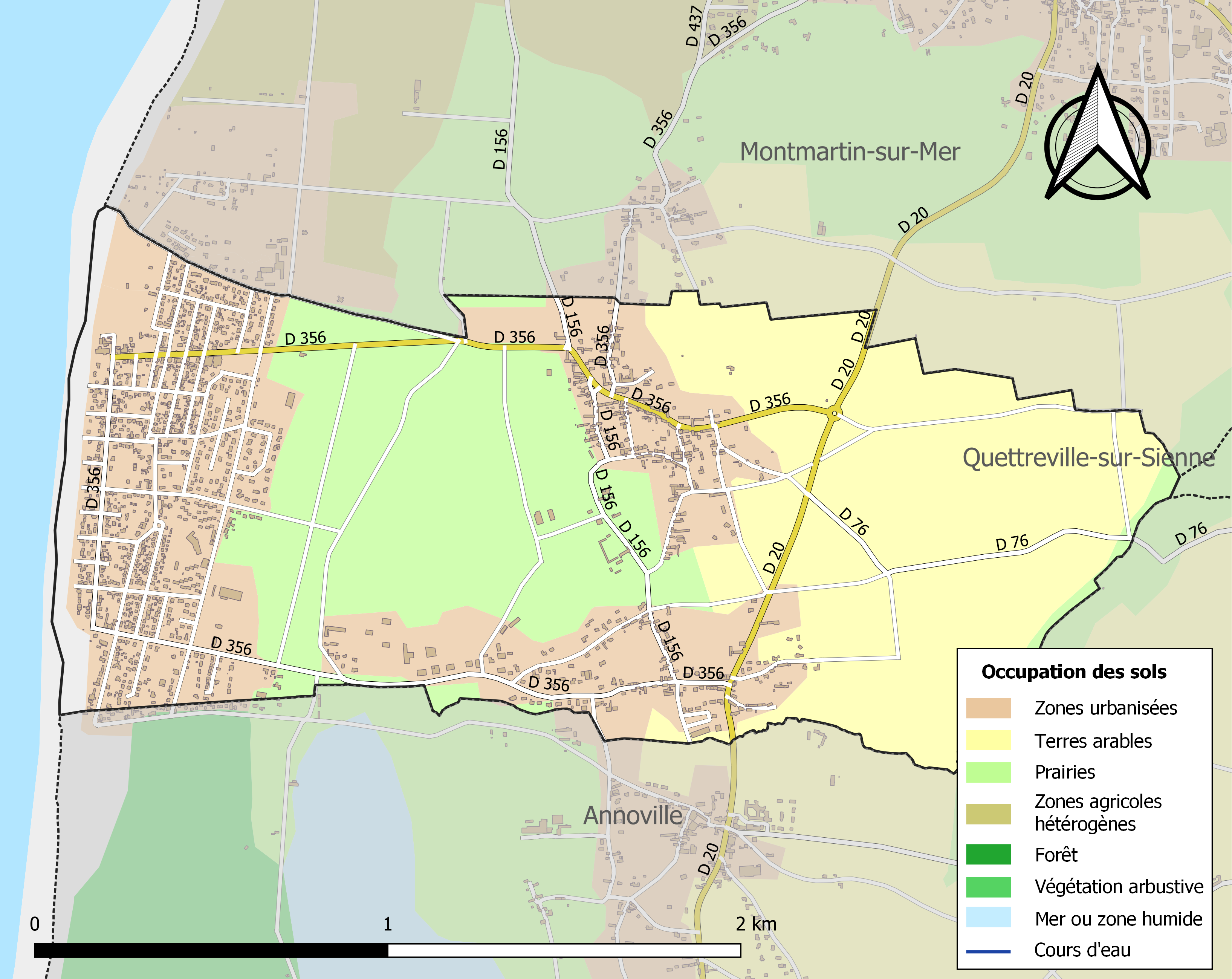
Carte des infrastructures et de l'occupation des sols de la commune en 2018 (CLC).

## Toponymie
Le nom de la commune est attesté sous la forme Hautevilla juxta Montem Martini en 1292, Hautevilla en 1332, Alta villa sans date.
Toponyme médiéval apparemment issu de l'ancien français alte vile « domaine rural élevé; haut hameau, haut village », le bourg historique est situé légèrement en hauteur, entre 25 et 30 mètres d'altitude par rapport au niveau de la mer. Type toponymique également attesté dans la Manche par Hauteville-la-Guichard et Hautteville-Bocage.
Le gentilé est Hautais.

## Histoire

### Moyen Âge
La Normandie, comme le reste de la Neustrie, est sujette aux attaques normandes. Pour assurer leur défense contre ces envahisseurs, le roi carolingien Charles II le Chauve donne en 867 l'Avranchin et le Cotentin au roi breton Salaün, par le Traité de Compiègne (867). Les normands continuent toutefois les incursions sur ce territoire. Coutances est détruite en 886, Saint-Lô est saccagée en 886. Coutances et Avranches sont à nouveau attaquées en 890 et 891. La domination bretonne prend fin dans les faits en 907 avec la reprises des invasions par les Normands. Le duché de Normandie est créé en 911 par le Traité de Saint-Clair-sur-Epte conclu entre Rollon et Charles III le Simple. Le Cotentin et l’Avranchin ne se trouve pas dans le duché à sa création. Leur intégration date de 931-934 et la date de 933 est retenue comme année officielle du rattachement des deux diocèses au duché de Normandie. Le Cotentin est confié à un Danois, Anslech de Bricquebec.
Le duc de Normandie Richard II, pour administrer militairement le duché, crée quatre comtés. Hauteville dépend alors de celui de Mortain, fondé entre 1015 et 1020. Son rôle est de défendre la frontière avec la Bretagne. Des combats, entre 1057 et 1063 opposant les troupes ducales et les hommes du roi des Francs Philippe Ier, allié aux Bretons, touchent la région de Hauteville. Le lieu-dit « champ de bataille » témoigne de cette victoire normande.
La dynastie des Hauteville, composée des descendants de Tancrède de Hauteville pourrait avoir pour origine la commune de Hauteville. Un doute subsiste sur la ville d’origine : Hauteville-la-Guichard (hypothèse privilégiée) ou Hauteville-sur-mer. Gabriel Lemesle émet l’idée que les deux bourg étaient fief de la famille. D'ailleurs, cela est étayé par un document prouvant que Philippe de Hauteville, fils de Robert de Hauteville aurait donné l’église Notre-Dame de Hauteville et les deux tiers de la dîme de Hauteville à l'abbaye de Savigny. Quasiment tous les fils de Tancrède de Hauteville sont partis en Italie méridionale entre les années 1030 et les années 1050, et le fils de l'un d'entre eux, Roger II, deviendra roi de Sicile en 1130.
Le roi plantagenêt Jean sans Terre est le dernier comte normand de Mortain, avant son rattachement au domaine royal français en 1204. Les Hauteville sont alors dépossédés de la seigneurie de Hauteville-sur-mer après leur choix de la dynastie anglaise. Philippe Auguste donne la baronnie de Bréhal (à laquelle est rattachée Hauteville) à Foulques Paynel. La famille Paynel reste détentrice de Hauteville pendant deux cents ans, jusqu’au mariage de Jeanne, la dernière héritière (qui s’est illustrée pendant la bataille de Coutances pendant la guerre de Cent Ans) avec Louis d'Estouteville. À l’exception de la période 1418-1429 où la région est sous domination anglaise, la famille d'Estouteville gouverne le territoire de 1413 à 1573.

### Période moderne
Comme le reste de la Normandie, Hauteville-sur-mer est gagnée par le protestantisme. Deux lopins de terre se nomment d’ailleurs « le clos aux huguenots » et « le cimetière protestant » entre Hauteville, Hérenguerville et Montmartin-sur-Mer. L’habitude, dans la région, de placer une statuette de la Vierge au-dessus de la porte d’entrée viendrait des catholiques voulant se distinguer des protestants. Les protestants de la Normandie à la suite de la révocation de l’édit de Nantes se réfugièrent dans les îles Anglo-Normandes.
Entre 1573 et 1642, la région passe sous la domination de deux grandes familles françaises, les Orléans-Longueville, avec la duchesse de Nemours qui est en 1596 en possession de la seigneurie, puis les Matignon. En 1642, Jacques de Matignon vend le fief de Hauteville à Jean Encoignard II et à François-Hyacinthe Louvel. Il le revendu aussitôt à Nicolas Samson de Bretteville qui se marie avec Marie Encoignard, fille de Jean Encoignard II. Une de leurs deux filles, Marie Anne de Bretteville épouse Charles Léonor Michel d’Annoville. La famille Michel d'Annoville devient alors seigneur de Hauteville.

### Période contemporaine
Avec la Révolution française, la paroisse rejoint la commune de Montmartin-sur-Mer en 1794. Elle ne redevient indépendante qu’en 1836. Pendant l'occupation de la France consécutive à la chute du Premier Empire, un détachement de Cosaques séjourne pendant trois ans (1815-1818) au manoir d’Ourville. De 1795 jusqu'au 15 février 1836 Hauteville-sur-Mer fut réunie à Montmartin-sur-Mer et elle retrouva son statut communal à la suite d'une ordonnance de Louis-Philippe.
En phase à des difficultés financières (l’église est à rénover et il faut payer l’instituteur et l’institutrice du village), la commune obtient le droit par ordonnance royale de Louis-Philippe de vendre et de louer des terres cultivables propriétés de la commune. En 1907, Émile Desgardins et Louis Cirée proposent à la commune de racheter 10 hectares de mielles (nom donné au marais) en promettant de construire 10 maisons. La proposition est acceptée au conseil municipal le 31 mars 1907. Les promoteurs doivent payer à la mairie pour les mètres carrés vendus à des promoteurs et faire bâtir une route (la rue de l’Aumesle n’était alors qu’un chemin en terre). Un autre promoteur, M. de Barbe de la Barthe, arrive de région parisienne en 1912. En parallèle, Gabriel Lemesle émet un arrêté de destruction de la trentaine de cabines de plage installées par des particuliers avant les premières construction pour préserver le monopole des promoteurs. La plage devient alors une zone de résidence pour les estivants.

### Seconde Guerre mondiale
L'occupation d'Hauteville-sur-mer par la Wehrmacht commence le 10 mai 1940. La ville demeure occupée pendant toute la durée de la guerre, sa position côtière la rendant stratégique. Les soldats sont logés chez l'habitant tandis que la Kommandantur s'installe au château d'Annoville, ville voisine (elle occupait auparavant une maison du hameau de la Brasserie à Hauteville). Les autorités allemandes demandent en octobre 1942 aux habitants d'évacuer la ville pour une journée, afin qu'ils puissent réaliser des essais militaires. Au retour des Hautais, aucun dégât n'est à constater. Dans le cadre de la construction du mur de l'Atlantique, un canon est disposé sur la pointe de Montmartin, au nord de la commune. Les habitants voient avec joie de nombreux avions parcourir le ciel d'Hauteville le 6 juin 1944, jour du Débarquement. Il faut toutefois attendre près de deux mois pour que les troupes alliées atteignent Hauteville. Depuis la digue, les Hautais ont pu observer l'incendie de Saint-Malo, qui dura presque une semaine, pendant sa libération. La ville est délivrée le 30 juillet 1944 par les troupes américaines qui arrivent par la route Coutances-Granville.

### Depuis la guerre
En 1976, la maladie des ormes sévit dans la Manche. Des peupliers sont plantés à leur place.

## Politique et administration

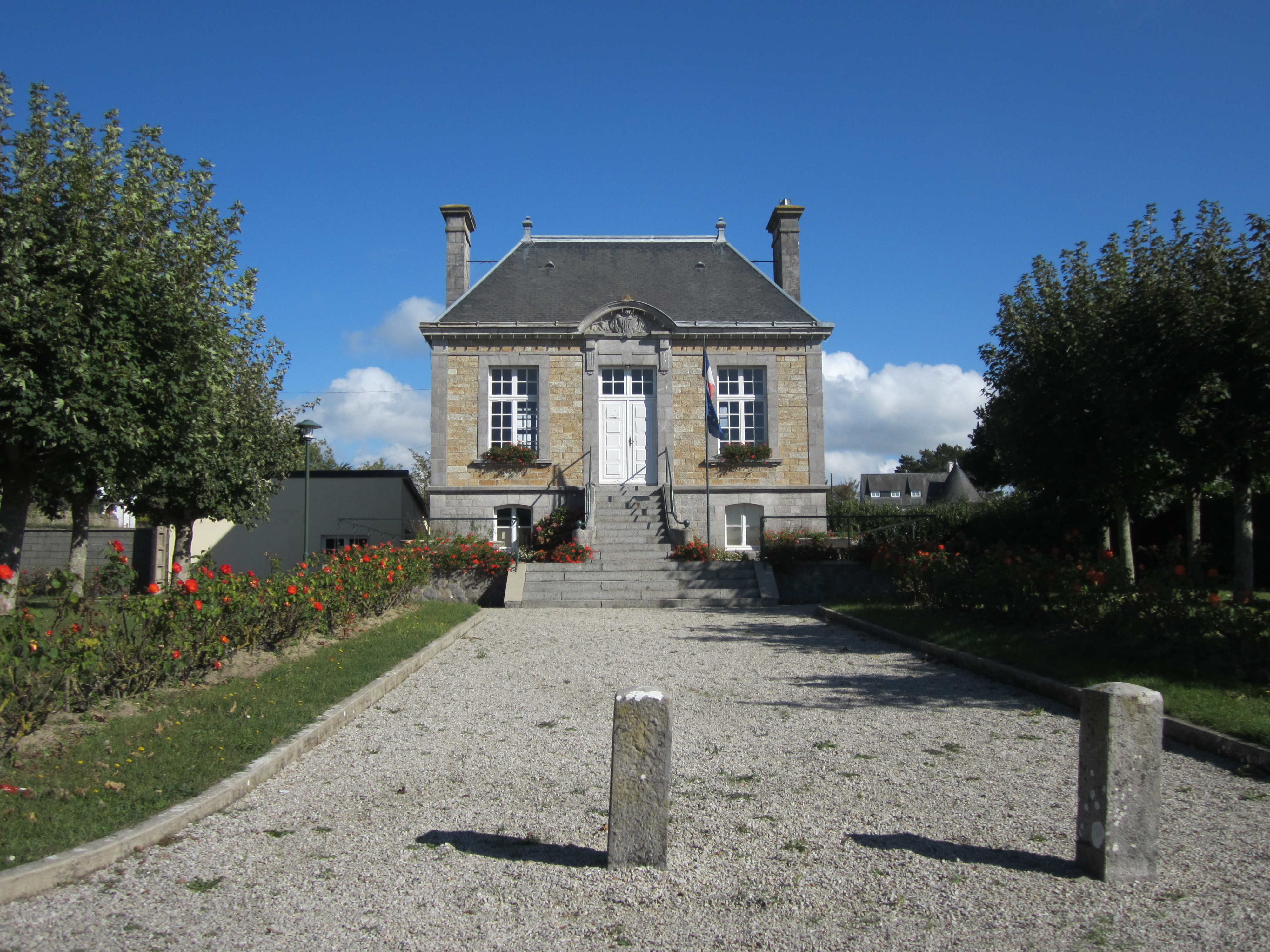
La mairie.

| Période                                  | Période   | Identité                         | Étiquette | Qualité                                            |
| ---------------------------------------- | --------- | -------------------------------- | --------- | -------------------------------------------------- |
| 1836                                     | 1859      | Jean-Baptiste Le Roussel         |           |                                                    |
| 1859                                     | 1865      | Jean-Pierre Guillard d'Annoville |           |                                                    |
| 1865                                     | 1891      | Ferdinand Michel d'Annoville     |           |                                                    |
| 1891                                     | 1892      | François Viard                   |           |                                                    |
| 1892                                     | 1900      | Ludovic Michel d'Annoville       |           |                                                    |
| 1900                                     | 1920      | Gabriel Lemesle                  |           |                                                    |
| 1920                                     | 1922      | François Tiphaine                |           |                                                    |
| 1922                                     | 1930      | François Choux                   |           |                                                    |
| 1930                                     | 1937      | François Morel                   |           |                                                    |
| 1938                                     | 1942      | Hippolyte Marie                  |           |                                                    |
| 1942                                     | 1944      | Désiré Lemesle                   |           |                                                    |
| 1944                                     | 1945      | Alphonse Lemesle                 |           |                                                    |
| 1945                                     | 1953      | Désiré Lemesle                   |           |                                                    |
| 1953                                     | 1955      | Louis Lesouquet                  |           |                                                    |
| 1955                                     | 1963      | Alphonse Lemesle                 |           |                                                    |
| 1963                                     | 1971      | René Binet                       |           | Mytiliculteur                                      |
| 1971                                     | 1989      | Lucien Beaufils                  |           |                                                    |
| mars 1989                                | mars 2001 | René Blanchet                    |           | Retraité                                           |
| mars 2001                                | août 2009 | Patrick Hélaine                  | SE        | Ingénieur, proviseur de lycée (décédé en fonction) |
| octobre 2009                             | mai 2020  | Jacques Duret                    | SE        | Retraité                                           |
| mai 2020                                 | En cours  | Jean-René Binet                  | LR        | Professeur de droit                                |
| Les données manquantes sont à compléter. |           |                                  |           |                                                    |

## Démographie
L'évolution du nombre d'habitants est connue à travers les recensements de la population effectués dans la commune depuis 1793. Pour les communes de moins de 10 000 habitants, une enquête de recensement portant sur toute la population est réalisée tous les cinq ans, les populations de référence des années intermédiaires étant quant à elles estimées par interpolation ou extrapolation. Pour la commune, le premier recensement exhaustif entrant dans le cadre du nouveau dispositif a été réalisé en 2006.
En 2022, la commune comptait 707 habitants, en évolution de +0,71 % par rapport à 2016 (Manche : −0,31 %, France hors Mayotte : +2,11 %).
En comptant les résidents temporaires propriétaires à Hauteville-sur-Mer Plage, la population se monte à 1 500 résidents, et atteint les 7 000 résidents durant les périodes de vacances estivales[réf. nécessaire].
| 1793 | 1836 | 1841 | 1846 | 1851 | 1856 | 1861 | 1866 | 1872 |
| ---- | ---- | ---- | ---- | ---- | ---- | ---- | ---- | ---- |
| 452  | 655  | 606  | 615  | 620  | 663  | 600  | 625  | 630  |

| 1876 | 1881 | 1886 | 1891 | 1896 | 1901 | 1906 | 1911 | 1921 |
| ---- | ---- | ---- | ---- | ---- | ---- | ---- | ---- | ---- |
| 630  | 632  | 607  | 601  | 560  | 530  | 518  | 506  | 418  |

| 1926 | 1931 | 1936 | 1946 | 1954 | 1962 | 1968 | 1975 | 1982 |
| ---- | ---- | ---- | ---- | ---- | ---- | ---- | ---- | ---- |
| 462  | 442  | 435  | 592  | 483  | 501  | 537  | 580  | 597  |

| 1990 | 1999 | 2006 | 2011 | 2016 | 2021 | 2022 | - | - |
| ---- | ---- | ---- | ---- | ---- | ---- | ---- | - | - |
| 558  | 615  | 629  | 667  | 702  | 700  | 707  | - | - |

## Tourisme et économie
En 2009, la station balnéaire a reçu le label Famille Plus, et depuis février 2010, Hauteville-sur-Mer est dénommée « commune touristique ».
À marée basse, la mer découvre des parcs à huitres, de multiples bouchots à moules, et également une « pêcherie » de conception médiévale, sorte de gigantesque piège à poissons en forme de « V » situé à environ deux kilomètres de la plage.

## Culture locale et patrimoine

### Lieux et monuments

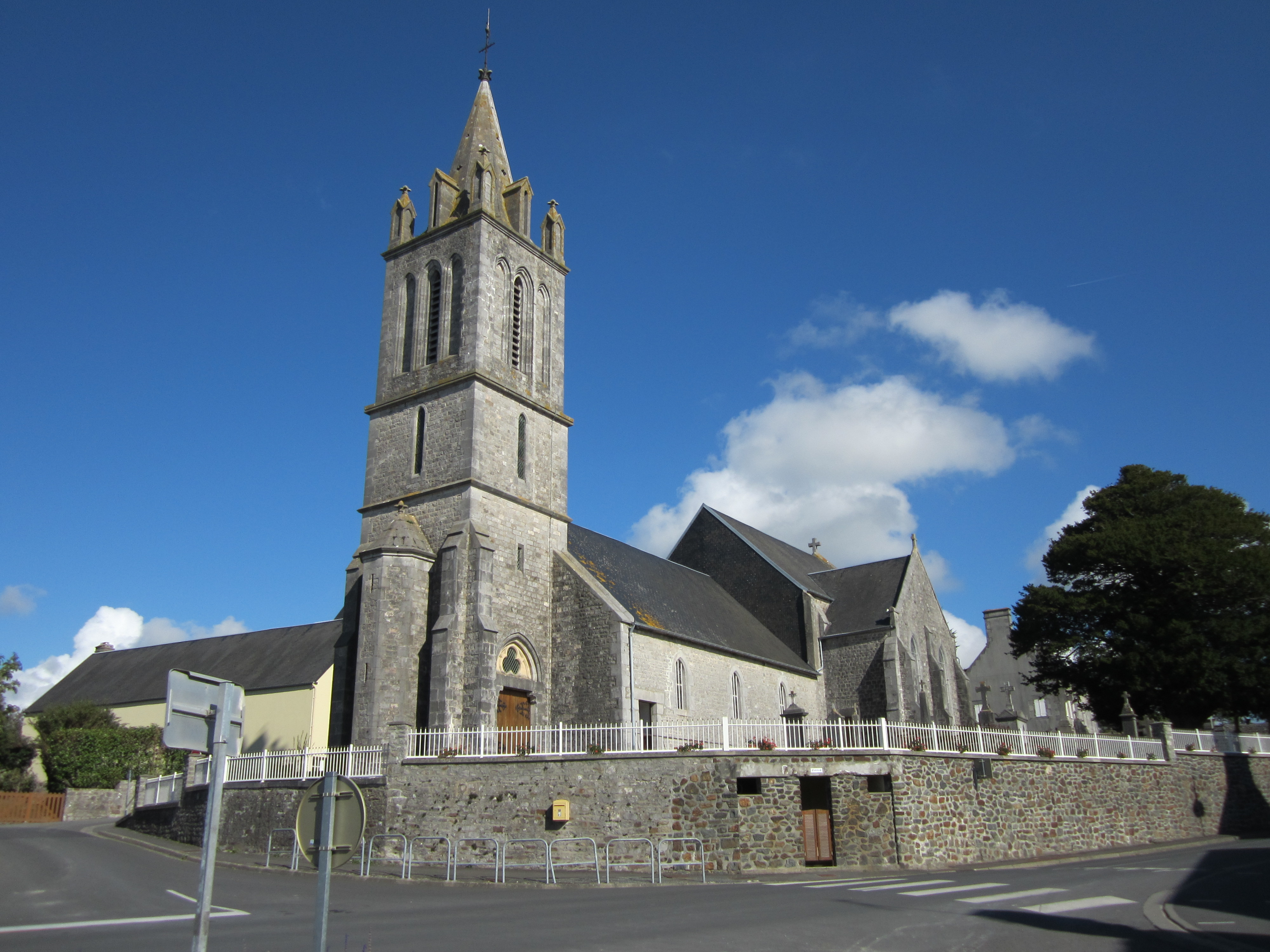
Église Notre-Dame.

- Église de la Vierge Marie en son Assomption (XIXe siècle) d'origine romane avec tour du XIIe. Le coq en cuivre a été hissé en 2004 en remplacement du coq décapité par la tempête de 1999. Elle abrite des verrières Notre-Dame de Lourdes et Notre-Dame-de-la-Salette signées Barillet et un lutrin du début du XIXe siècle[24].
- Château des pavillons des XVIe – XVIIIe siècles. La partie XVIe siècle est faite en pierres mortes tandis que la partie XVIIIe siècle est, elle, constituée de pierres de Montmartin. Le château fut occupé par la famille Encoignard puis par la famille Michel d'Annoville par le mariage de la petite-fille de Jean Encoignard II avec Charles Léonor Michel d’Annoville[21].
- Fort de Hauteville (disparu), XIIe siècle. La tour fortifiée a fait office de clocher jusqu'en 1904, date où elle s'écroule à cause de son mauvais état. Le fort a dû être armé en même temps que celui de Regnéville-sur-Mer au XIIe siècle. Il devait y avoir une église fortifiée à la place de la nef actuelle. Son utilité était stratégique : depuis le haut de la tour, la vue s'étendait de Granville à Agon en passant par Jersey les jours de beaux temps[21].
- Oratoire Notre-Dame-de-la-Salette (1870). Ce petit oratoire se trouve au croisement de la route Coutances-Granville et le chemin de la Salette. L'origine de cet oratoire semble ancienne, antérieure à l'élévation actuelle. Celui-ci a été installé en 1870, sans doute pour remercier d'avoir été épargné par occupation allemande de 1870 à 1873[21].
- Demeure de la Croute (XVIIe siècle). C'est une grande demeure en pierres mortes, résidence des seigneurs de Hauteville, jusqu'à ce qu'elle soit vendue à un notaire en 1730[21].
- La pêcherie la Maillard : seuls cinq pêcheries en bois existent encore en Europe, une seconde se trouve aussi en Normandie, à la Pointe d’Agon, de l’autre côté du havre de la Sienne (la Petite). L’origine de cette technique de pêche serait préhistorique et les dernières pêcheries restante ont dû être construites avant le XVIe siècle[32]. La Maillard est située à deux kilomètres du rivage. Deux haies faites de bois dressé de 500 m de long chacune, les pannes, forment un entonnoir dans lequel se prennent les poissons à marée descendante[32]. Au point de rencontre des deux pannes se trouve le benâtre où se retrouvent piéger le poisson. La famille Lepeu en est propriétaire depuis plusieurs décennies. Ils déclarent y prendre surtout des bars et des maquereaux[32].
- Digue-promenade. Une première promenade longue de 900 mètres fut construite en 1933 et inaugurée par Pierre Appel, sous-secrétaire d'État au tourisme. Elle s'effondra et fut reconstruite en 1947 et inaugurée en 1950[24].
- Hauteville-Plage. Station balnéaire dont les pionniers furent François Chaussemiche (1864-1945), architecte en chef du château de Versailles, Louis Cirée (1875-1964), architecte des magasins Le Printemps, Émile Desgardins, professeur d'Anglais, Anthony de Barbe, notaire, Maurice Legrand, entrepreneur à Montmartin et Gabriel Lemesle (1874-1920), maire de 1900 à 1920[24].
- If du cimetière.

### Personnalités liées à la commune
- Léon Melchissédec (1843-1925), baryton français, y séjourna en villégiature[réf. souhaitée].
- François-Benjamin Chaussemiche (1854-1945), architecte français, auteur des plans de cinq villas de style Arts and Crafts toujours visibles dans la station.
- Antoine Redier (Meudon 1873 - Hauteville-sur-Mer 1955), écrivain.
- André Dessoude (Montpinchon 1940 -), pilote de Rallye-raid, patron d’écurie en Rallye-raid et entrepreneur, habite notamment une maison sur le front de mer à Hauteville plage.